# Stray Cats

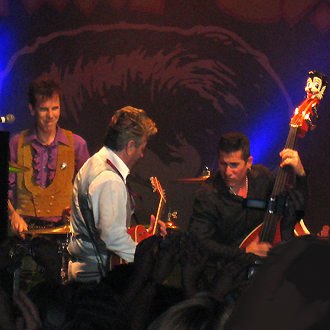
Zespół podczas koncertu w Szwecji (2008)

Stray Cats – amerykański zespół muzyczny, grający rockabilly, założony w 1979 roku w Massapequa (Nowy Jork) z inicjatywy Briana Setzera w składzie: Brian Setzer – gitara, śpiew, Lee Rocker – kontrabas, śpiew i Slim Jim Phantom – perkusja.
Zespół sprzedał w ciągu swojej kariery blisko 10 milionów płyt, z których 23 zdobyły status złotej lub platynowej płyty na całym świecie.
Jeden z przebojów zespołu, „Rock This Town”, znalazł się w 2004 roku na liście 500 piosenek (nie tylko rockowych) Rock and Roll Hall of Fame, które wpłynęły na ukształtowanie się rock and rolla.
W 2006 roku zespół został wprowadzony do Long Island Music Hall of Fame.

## Historia zespołu

### Początki
James McDonnell grał na trąbce w szkolnym zespole muzycznym, ale zainteresowała go gra na perkusji. Podstawy gry opanował w sklepie muzycznym w Massapequa. W tym samym sklepie gry na gitarze i fortepianie uczył się Brian Setzer. Za zaoszczędzone pieniądze kupił w sklepie muzycznym prowadzonym w Nowym Jorku przez swojego ojca 4-częściowy zestaw perkusyjny marki Slingerland. Zaczął pobierać lekcje gry na tym instrumencie w studiu muzycznym Mouseya Alexandera.
Leon Drucker wychowywał się w atmosferze muzycznej. Jego ojciec był głównym klarnecistą Filharmonii Nowojorskiej, a starsza siostra, Rosanne – śpiewaczką. Jako nastolatek zaczął grać na wiolonczeli, ale nie podjął systematycznej nauki gry na tym instrumencie. Wkrótce, dzięki dyskretnej zachęcie ze strony rodziców, przestawił się na kontrabas. Zaczął grać amatorsko razem z Jamesem McDonnellem ćwicząc sekcję rytmiczną w garażu swoich rodziców. W szkole średniej obaj z zetknęli się z Brianem Setzerem, którego obaj znali jeszcze ze szkoły podstawowej. W 1979 roku wszyscy trzej zainteresowali się stylem i brzmieniem rockabilly a zwłaszcza takimi wykonawcami jak: Carl Perkins, Eddie Cochran i Buddy Holly. Postanowili założyć zespół, Stray Cats, który postawił sobie za cel odnowę stylu rockabilly.

### Stray Cats
Zespół zadebiutował w klubach Nowego Jorku i okolic wykonując utwory rock and rollowe oraz własne kompozycje (głównie autorstwa Setzera), wzorowane na utworach takich wykonawców jak: Eddie Cochran, Carl Perkins, Gene Vincent i Buddy Holly. Zniechęcony chłodnym przyjęciem przeprowadził się w 1980 roku do Londynu. Po jednym z występów w Londynie członkowie zespołu spotkali Dave'a Edmundsa, producenta i muzyka solowego. Edmunds zgodził się na współpracę, w efekcie której zespół nagrał swój debiutancki album, The Stray Cats, wydany w 1981 roku przez wytwórnię Arista Records, zawierający takie przeboje jak „Runaway Boys”, „Rock This Town” i „Stray Cat Strut”. Następny album, Gonna Ball, został źle przyjęty, więc zespół postanowił powrócić do Stanów Zjednoczonych. Po podpisaniu umowy z EMI America wydał swój debiutancki, amerykański album, Built for Speed, na którym znalazł się wybór największych przebojów z obu jego brytyjskich albumów. Dwa z nich, „Rock This Town” i „Stray Cat Strut” weszły na listę Top Ten, a zespół stał się ucieleśnieniem stylu retro. W 1983 roku ukazał się jego drugi album, Rant n' Rave with the Stray Cats, zawierający kolejny przebój, „(She's) Sexy + 17”, również odnotowany na liście Top Ten. W zespole pojawiły się konflikty personalne, a jego członkowie wybrali różne drogi życiowe: Slim Jim Phantom ożenił się z aktorką Britt Ekland, a Brian Setzer wystąpił gościnnie u boku takich gwiazd jak Bob Dylan i Stevie Nicks, został też gitarzystą koncertowym zespołu The Honeydrippers. Pod koniec 1984 roku rozwiązał zespół. Po kilku latach nagrał swój pierwszy solowy album, The Knife Feels Like Justice. Wystąpił też w filmie La Bamba Luisa Valdeza, w którym wcielił się w postać Eddiego Cochrana. Dwaj pozostali muzycy założyli, wspólnie z gitarzystą Earlem Slickiem (znanym ze współpracy z Davidem Bowiem i Johnem Lennonem) zespół Phantom, Rocker & Slick, który nagrał dwa albumy: Phantom, Rocker & Slick (1985) i Cover Girl (1986). W 1986 roku członkowie zespołu doszli do porozumienia i reaktywowali go. Wydali album Rock Therapy, który jednak sprzedawał się słabo. Zespół nagrał kilka kolejnych albumów, dawał też koncerty. Po wydaniu w 1993 roku albumu Original Cool rozwiązał się. W późniejszym okresie jeszcze kilkakrotnie wznawiał działalność by dawać koncerty, po czym przerywał ją. Brian Setzer w latach 90. realizował solowy projekt, The Brian Setzer Orchestra, wykonujący klasyczne przeboje z epoki swingu, jak i kompozycje lidera.
Lee Rocker rozpoczął karierę solową, wydając w 1994 roku album Big Blue, a po nim następne: Atomic Boogie Hour (1995), No Cats (1998) i Lee Rocker Live (1999).
Pod koniec lat 90. Lee Rocker i Slim Jim Phantom razem z gitarzystą Dannym B. Harveyem utworzyli zespół Swing Cats. W latach 1999–2002 wydali cztery albumy, z których najlepszy był Swing Cats, zawierający takie przeboje jak: „Tall Skinny Mama” i „Little Pig”. Slim Jim Phantom w XXI wieku realizuje równolegle kilka innych projektów, w tym zespoły: The Head Cat, 13 Cats, Dead Man Walking i Coler Parker oraz własny zespół Slim Jim's Phantom Trio.

## Dyskografia

### Albumy
- 1981 – Stray Cats[14]
- 1980 – Gonna Ball
- 1982 – Built For Speed
- 1983 – Rant N' Rave With The Stray Cats
- 1986 – Rock Therapy
- 1989 – Blast Off
- 1990 – Let's Go Faster
- 1990 – The Best Of Stray Cats – Rock This Town (Cass, Album)
- 1992 – Choo Choo Hot Fish
- 1993 – Original Cool
- 1993 – Live – Tear It Up (CD)
- 1994 – Something Else (CD, Album)
- 1999 – Live (CD, Album, Ltd)
- 1999 – Rockabilly Rules: At Their Best... Live (DVD-A)
- 2001 – Feline Frisky (2xCD)
- 2002 – Runaway Boys Live! (CD, Album)
- 2004 – Live From Europe – Recorded Live In Helsinki 9th July, 2004
- 2007 – Rare Tracks
- 2013 – The Toronto Strut
- 2014 – Live At The Roxy 1981
- 2015 – Live At Rockpalast (2xCD + DVD)

### Single i EP-ki
- 1980 – „Runaway Boys”/„My One Desire”[15]
- 1981 – „Stray Cat Strut”/„Drink That Bottle Down”
- 1981 – „Down Town (Cross That Bridge) ”/„Stray Cat Strut”
- 1981 – „Little Miss Prissy”/„Sweet Love On My Mind”, „Something Else”
- 1981 – „The Race Is On”/„(I'm Gonna Start) Living Again If It Kills Me” (z Dave'em Edmundsem)
- 1981 – „You Don't Believe Me”/„Cross That Bridge”
- 1981 – „Rock This Town”/„Can't Hurry Love”
- 1981 – „Lonely Summer Nights”/„(She'll Stay Just) One More Day”
- 1981 – „Better Things” (The Kinks)/„Runaway Boys” (Stray Cats)
- 1982 – „Romantici” (Viola Valentino)/„Baby Blue Eyes” (Stray Cats)
- 1982 – „Baby Blue Eyes”/„Sweet Love On My Mind”, „Something Else”
- 1983 – „I Won't Stand In Your Way”/„I Won't Stand In Your Way” (Acappella Version)
- 1983 – „Rebels Rule”/„Looking Through My Backdoor”, „Rock This Town”
- 1983 – „(She's) Sexy + 17”, „Lookin' Better Every Beer”/„Cruisin'”, „Lucky Charm (Ooh Wee Suzy)”
- 1983 – „Look At That Cadillac”/„Lucky Charm (Ooh Wee Suzy)”
- 1983 – „Built For Speed”/„Stray Cat Strut”/„Sweet Love On My Mind”/„Drink That Bottle Down” (EP)
- 1986 – „I'm A Rocker”/„I'm A Rocker”
- 1989 – „Gene And Eddie”/„Rockin' All Over The Place”
- 1989 – „Gina”/„Two Of A Kindv, „Stray Cat Strut” (Live Version)
- 1989 – „Bring It Back Again”/„Runaway Boys”
- 1990 – „Cross Of Love”/„Shotgun Baby”
- 1991 – „Struck By Lightning”/„Give It To Me”
- 1991 – „Town Without Pity”/„Let's Go Faster”
- 1992 – „Elvis On Velvet”/„Lust 'N' Love”, „Elvis On Velvet” (Radio Edit)
- 1992 – „Cry Baby”/„Sleepwalk”/„Jade Idol”
- 1993 – „Cant Help Fallin In Love”/„Cant Help Fallin In Love” (Karaoke Version)/ „I Fought The Law”/„I Fought The Law” (Karaoke Version)/ „Lonesome Tears” (CD, Single)
- 2004 – „Stray Cat Strutv, „Summertime Blues”/„Rumble In Brighton”, „Rock This Town” (Vinyl Picture Disc)
- rok nieznany – „Rock This Town”/„Stray Cat Strut”
- rok nieznany – „Mystery Train Kept A Rollin'” (CD Single Promo)
- rok nieznany – „I Won't Stand In Your Way”/Lookin' Better Every Beer”